# Via del Mercato
La via del Mercato collega Locarno con Domodossola, attraversando le Centovalli e la Val Vigezzo. Il tracciato riprende i sentieri e le mulattiere percorse un tempo dai commercianti italo-svizzeri che trasportavano merci a piedi o a dorso di mulo. All'inizio del Novecento fu aperta la ferrovia delle Centovalli, con l'iniziale intento di favorire il commercio e diventata oggi attrazione turistica.
Gli escursionisti che percorrono i 62 km di cammino possono scoprire i luoghi e le bellezze dell'altipiano vigezzino e scegliere di suddividere il percorso in quattro tappe, oppure di servirsi dei collegamenti ferroviari che poco si discostano dalla via pedonale. Questo itinerario fa parte del percorso CoEUR - Nel cuore dei cammini d'Europa.

## Storia
La via del Mercato dal Medioevo al XIX secolo fu la strada percorsa da mercanti, boscaioli, mandriani ed emigranti che passavano per traffici e lavoro dal Canton Ticino alla Val d'Ossola. Questo collegamento fu usato fin dall'antichità per la facilità di attraversamento delle montagne, dovuta al passaggio in queste zone della Linea insubrica, linea di faglia lungo cui sono allineate la Val Vigezzo, Locarno, Bellinzona e la Valtellina. Questa apertura in direzione est-ovest attraverso le vallate alpine ha favorito un grande sviluppo di vie di comunicazione, come quella di San Jorio.
La grande rilevanza che questo territorio di confine ha rivestito per secoli è ultimamente declinata, ma restano numerose testimonianze del ruolo di crocevia di genti, arti e culture che queste terre hanno avuto nel passato. In val Vigezzo, infatti, sono presenti opere di famosi artisti e nel secolo scorso esistevano nella valle sette scuole di pittura. Da ricordare è anche la tradizione degli spazzacamini.
All'antica strada si è in gran parte sovrapposta l'attuale strada statale, ma è ancora possibile ritrovare l'antico itinerario grazie ai sentieri che collegano i villaggi e che, nei tratti vicino al confine svizzero, ripercorrono le vie del contrabbando.

## Monumenti e luoghi d'interesse
Lungo il percorso della via del Mercato sono raccolti numerosi luoghi di interesse storico e antropologico.

### Il Santuario della Madonna di Re
Il santuario della Madonna del Sangue, che si trova a Re, comune italiano della provincia del Verbano-Cusio-Ossola, è stato costruito in stile neo-bizantino, in seguito ad un miracolo del 1494 è diventato il centro religioso della zona e il luogo di riferimento costante della fede e della pietà popolare.

### La cappella dell'addio di Gagnone
La "cappella dell'addio" si trova sulla statale poco prima di Gagnone. Davanti ad essa avveniva il saluto delle famiglie agli emigranti in partenza, che venivano accompagnati fino al confine della valle.

### Sant'Abbondio di Masera
La chiesa di S. Abbondio di Masera, collocata sul lato destro del torrente Melezzo in val Vigezzo, era il vero e proprio inizio dell'antica strada di Vigezzo. La chiesa è stata abbandonata per secoli, ma è stata recentemente sottoposta a pulizia e restauro, grazie al quale è ora possibile ammirare in tutta la sua bellezza la struttura romanica.

### Santa Maria Maggiore
Santa Maria Maggiore è il cuore della Val Vigezzo, la sua capitale turistica e amministrativa. Posta a 800 m di quota, al centro dell'altipiano vigezzino, conserva i tratti signorili dell'antica capitale. La Chiesa parrocchiale dedicata all'Assunta, originariamente costruita prima del 1000, fu ricostruita nel XVIII sec. con struttura a navata unica; è decorata da affreschi del pittore locale Giuseppe Maria Borgnis, fra i quali l'Incoronazione della Vergine. Pitture ed affreschi di pregevole fattura e di rilevanza artistica sono raccolti anche negli oratori di S. Giovanni e di S. Rocco a Crana.

#### La scuola di belle arti "Rossetti Valentini"
La tradizione artistica, che ha dato alla Val Vigezzo l'appellativo di "valle dei pittori", continua oggi grazie alla scuola di belle arti "Rossetti Valentini", fondata nel 1878. L'annessa pinacoteca raccoglie opere di pittori vigezzini.

#### Il Museo dello spazzacamino
Il museo dello spazzacamino a Santa Maria Maggiore raccoglie immagini, oggetti e attrezzi di un mestiere oggi abbandonato, ma che ha ricoperto un ruolo fondamentale nell'economia e nei flussi migratori della val Vigezzo.

### La "Piazza dei Miracoli" della Val Vigezzo
Presso il paese di Craveggia si trova quella che è stata definita la "Piazza dei Miracoli" della Val Vigezzo, poiché la piazza principale raccoglie gli edifici sacri, la Chiesa parrocchiale dei Santi Giacomo e Cristoforo e il battistero. All'interno della chiesa è conservato il Tesoro del Re di Francia, costituito da paramenti sacri in sete antiche, pissidi, croci e ostensori preziosi.

### I paesi delle Centovalli
Raggiunta la Svizzera e le Centovalli si incontrano i paesi di Borgnone, Lionza, Verdasio, Pila e Intragna, collegati tra loro da strade e antiche mulattiere. A Intragna sorge il campanile più alto del Ticino (65 m) e ha sede il Museo etnografico regionale delle Centovalli e del Pedemonte, che raccoglie le testimonianze della vita in questa zona nei decenni e nei secoli passati.